# Louis Lejeune (Maler)

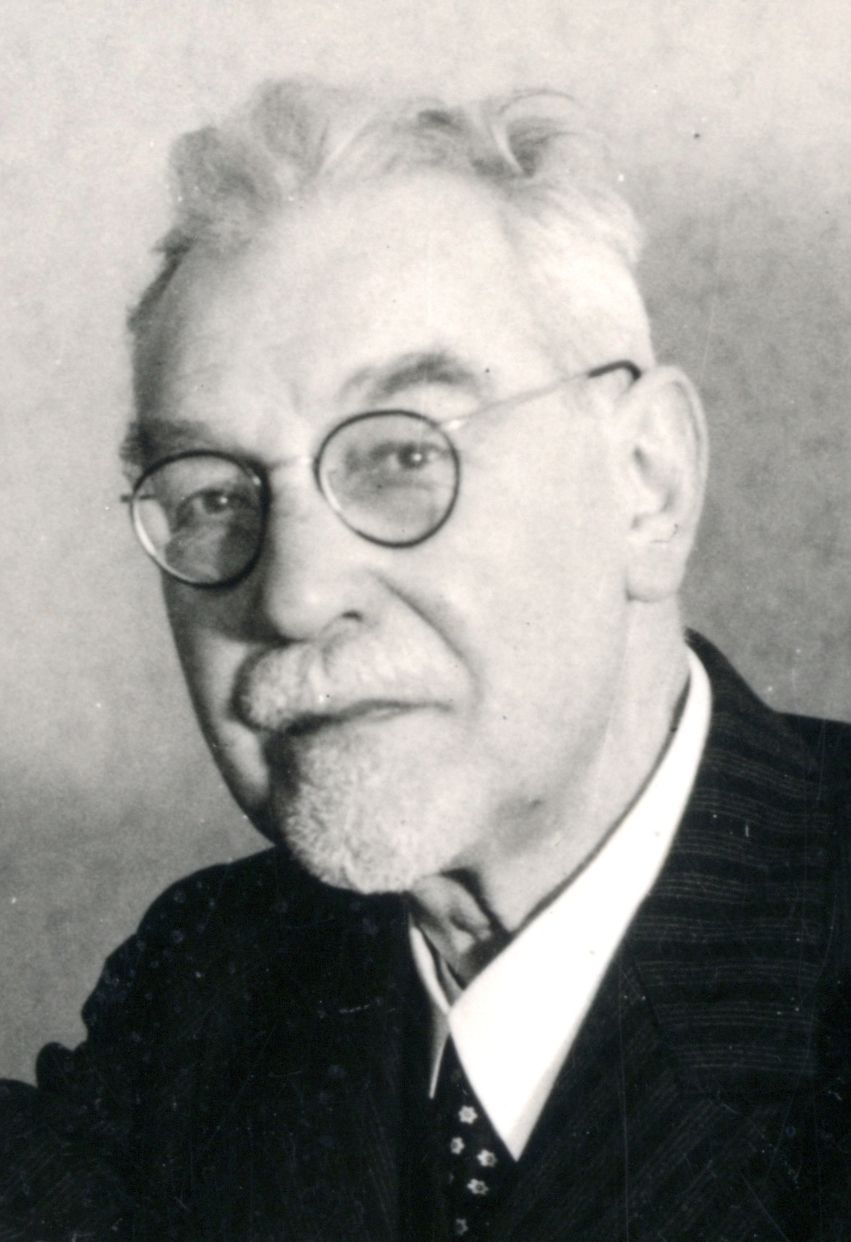
Maler Louis Lejeune

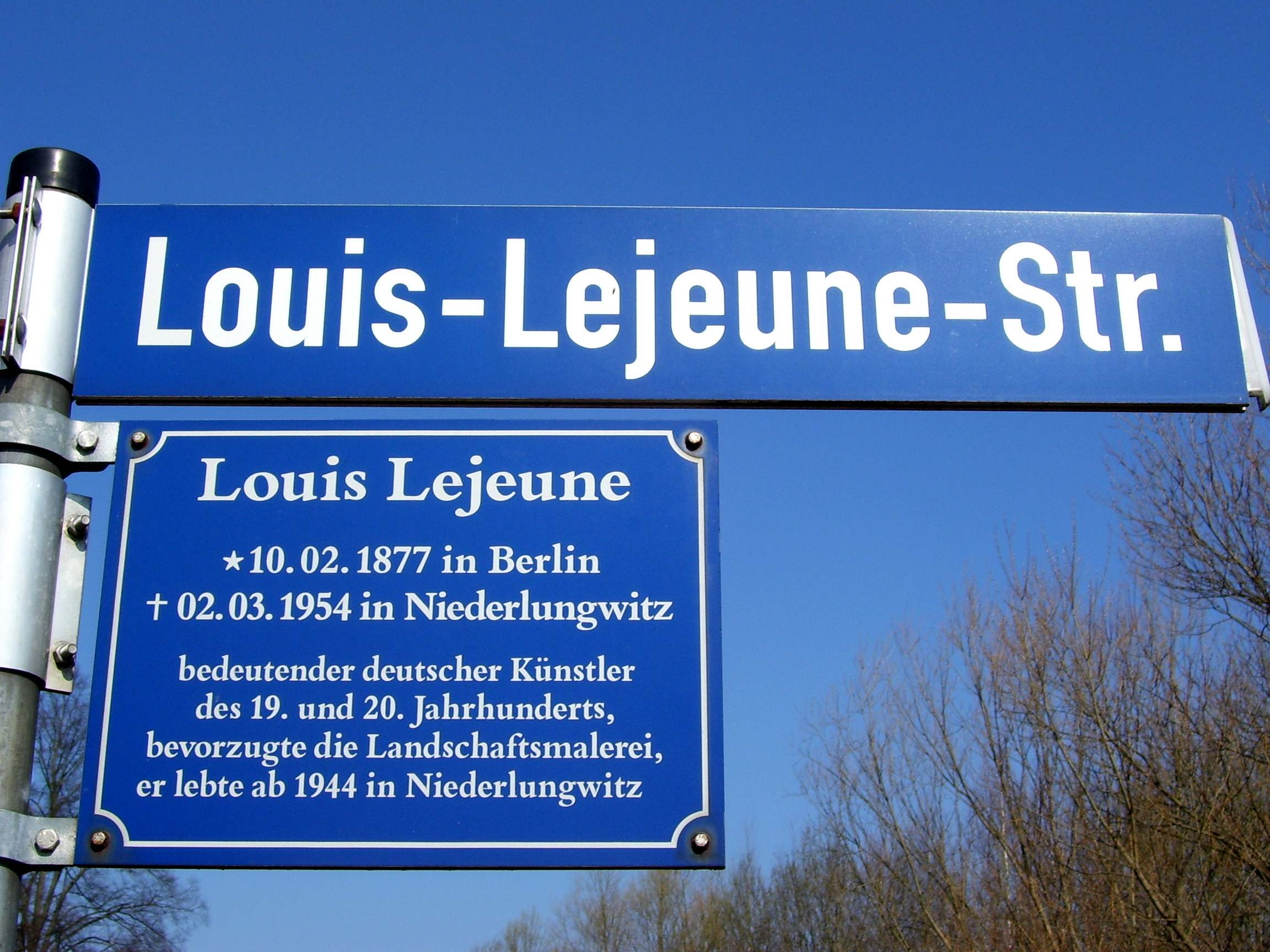
Straßenschild in Niederlungwitz

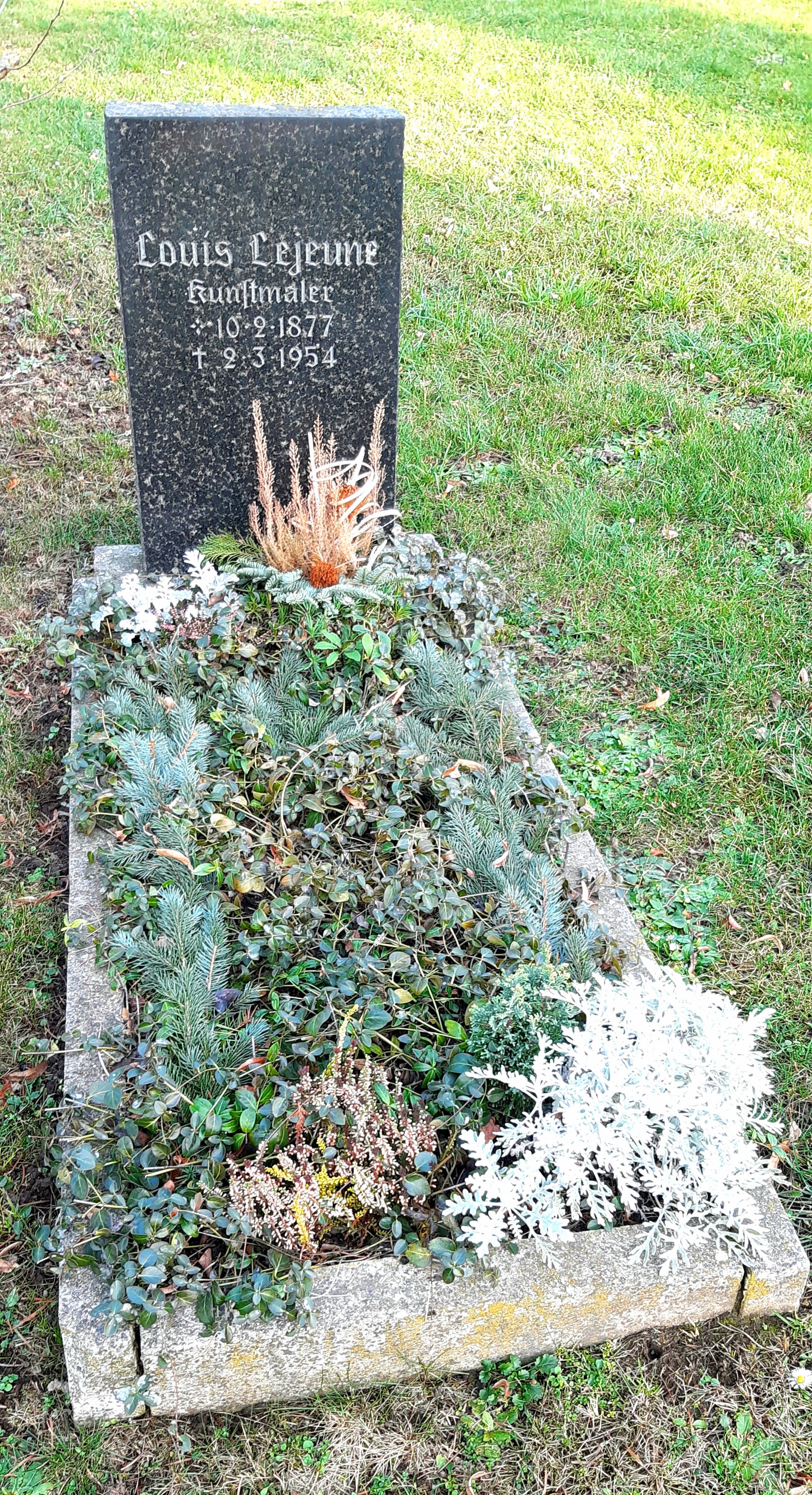
Das Grab auf dem Friedhof in Niederlungwitz

Louis Ignaz Paul Lejeune (* 10. Februar 1877 in Berlin; † 2. März 1954 in Niederlungwitz) war ein deutscher Maler.

## Leben
Louis Lejeune wurde am Wilhelmsplatz in Berlin-Charlottenburg geboren. Seine Mutter Therese, geb. Tomiček, war Sängerin, sein Vater Jean Paul Schauspieler. Louis Lejeune entstammte einer Hugenottenfamilie, die 1685 nach Preußen einwanderte. Er besuchte das humanistische Kaiserin-Augusta-Gymnasium in Berlin-Charlottenburg bis zur Prima. Mit 17 Jahren wechselte er 1894 an die Berliner Kunstakademie, an der zu seiner Zeit Anton von Werner Direktor war.
Nach der Absolvierung der Zeichenklasse für Figur unter Lovis Corinth wurde er 1897 Schüler der Meisterklasse für Landschaftsmalerei von Eugen Bracht, bis dieser 1901 eine Professur an der Dresdner Akademie annahm. Um 1904 war er in der 1890 gegründeten Akademischen Schule für Bildende Künste (Akademie Fehr) in Berlin, Nollendorfplatz 6, als Lehrer einer der Malklassen tätig.
Von 1900 bis 1943 nahm er an allen bedeutenden Kunstausstellungen in Berlin, Dresden (1902 Internationale Kunstausstellung), München, Düsseldorf und an der Biennale Venedig meist mit großformatigen Landschaftsbildern teil. Weiter wurden seine Bilder von Kunstvereinen und Kunsthändlern gezeigt, so auch in Chemnitz, Leipzig und Prag. Lejeune wurde auch Mitglied der Berliner Loge.
Am 27. November 1909 heiratete Louis Lejeune Eva Bieler, jüngste Tochter eines Gutsbesitzers, in Oliva (Westpreußen). Er bezog eine Wohnung am Kurfürstendamm in Berlin. Sie bekamen drei Töchter: Emilie Therese Eva (* 1911), Anne-Louise (* 1912) und Eva (* 1923).
Von 1915 bis 1918 war er Soldat im Ersten Weltkrieg, ab 1916 im Einsatz in Rumänien. Am 22. November 1943 verlor er in Berlin NW, Schleswiger Ufer 6, bei einem Bombenangriff sein Atelier und seine Wohnung. Bis September 1944 lebte er bei Verwandtschaft in Karlshöhe bei Neidenburg (Ostpreußen), danach erfolgte eine Umquartierung nach Niederlungwitz. Zuletzt wohnte er dort in der Mühlenstraße 11b. 1946 konnte er erstmals am neuen Wirkungsort Glauchau eine Ausstellung im Schlossmuseum erlangen. Am 2. März 1954 starb Louis Lejeune in Niederlungwitz.
Die Gemeinde ehrte ihn 1999 posthum mit der „Louis-Lejeune-Straße“ und einer Gedenktafel in Niederlungwitz im zugehörigen Neubaugebiet. Sein Grab ist auf dem dortigen Friedhof zu finden. 2014 erinnerte Museum und Kunstsammlung von Schloss Hinterglauchau in einer Sonderausstellung im Rahmen des „Exponats des Monats“ an das Schaffen Louis Lejeune. 2019 war ein Bild von ihm in der dreimonatigen Ausstellung Stadt—Land—Fluss des Museums der Havelländischen Malerkolonie in Schwielowsee zu sehen, die Werke von Malern der Havelländischen Malerkolonie und des Vereins Berliner Künstler gegenüberstellte.

## Schaffen
Von 1897 bis 1901 war er Meisterschüler bei Eugen Bracht. Am Lietzensee fertigte er seine ersten Studien an. In dieser Zeit nahm er mit großformatigen Bildern an Kunstausstellungen teil. Er erhielt in diesem Zusammenhang eine Silber-Medaille. Ebenfalls Meisterschüler waren zu seiner Zeit u. a. Eugen Reich-Münsterberg (1866–1943) und Carl Hessmert (1869–1928).
Ende 1900 gründete er mit August Achtenhagen, Fritz Geyer, Carl Kayser-Eichberg, Felix Krause, Hans Pigulla, Theodor Schinkel und Paul Halke den „Märkischen Künstlerbund“. Brachts Ruf nach Dresden folgten neben Louis Lejeune auch August Achtenhagen (1865–1938), Hans Licht, Otto Altenkirch, Phillip Braumüller (1870–1935), Bruno Marquardt (1878–1916), Robert Meißvogel (geb. 1876), Alfred Oesteritz (1876–1904), Ernst Kolbe und Hans Hartig.
Um 1913 wurden Bilder von ihm im Rahmen von Ausstellungen des Märkischen Künstlerbundes auch in der Galerie Eduard Schulte gezeigt (Mai 1913).
Die Stadt Berlin zeichnete ihn des Öfteren durch Ankäufe aus. Auch das Museum Dessau tätigte Ankäufe. In den Jahren 1914/1915 bekam er einen großen Auftrag von der Berliner Gemeinde Berlin-Schöneberg, fünf Gebäude, die durch den Neubau des Rathauses abgerissen werden mussten, für die Nachwelt festzuhalten. So existieren noch heute im Schöneberger Rathaus in Berlin Das alte Amtshaus am Kaiser-Wilhelmsplatz 3, Die alte Dorfkirche mit Pfarrhaus in Berlin-Schöneberg (beide Bilder hängen im Foyer des Rathauses), Die alte Mühle bis 1888 in Berlin-Schöneberg, Das alte Armenhaus bis 1910 in Berlin-Schöneberg und Die zweite Schule hinter dem Amtshaus. 1929 wurde er in Rezensionen als „Berliner Landschafter“ bezeichnet.
Einige seiner Werke kaufte die Preußische Nationalgalerie. Das Bild Bevor der Frühling kommt (vor 1911, Öl auf Leinwand, 66 × 96 cm) wurde 1934 an die Deutsche Botschaft Ankara ausgeliehen. Nachdem es lange Zeit als verschollen galt, wurde es im Keller der Botschaft gefunden und ist seitdem wieder im Besitz der Nationalgalerie. Ein weiteres Bild Graue Winterstimmung (Öl) wurde an die Deutsche Botschaft Dublin ausgeliehen. Dieses Bild gilt immer noch als verschollen.
In der Zeit des Nationalsozialismus war Lejeune Mitglied des nazistischen Frontkämpferbunds bildender Künstler und der Reichskammer der bildenden Künste. Für diese Zeit ist seine Teilnahme an 22 Ausstellungen sicher belegt, darunter 1940, 1941 und 1942 die Große Deutsche Kunstausstellung in München und 1939 und 1940 in Berlin die Frühjahrsausstellung des Frontkämpferbundes bildender Künstler.
Bis 1943 malte er viele Motive aus Berlin und Umgebung und der Mark Brandenburg. Er unternahm viele Reisen, von denen er jeweils Bilder und Studien mit nach Hause brachte. Folgende Reiseziele sind bekannt:
Elbsandsteingebirge, Ost- und Westpreußen, Mecklenburg, Pommern, Rumänien als Soldat, Holstein, Ober- und Niederschlesien, Galizien, Frankreich, Paris, Prag, Böhmen, Hannover, Harz und Thüringen, Ostfriesland und Tirol. Seine Mal- und Studienreisen waren häufig mit dem Besuch von Verwandten verbunden.
Er fand früh seinen eigenen Malstil und lehnte es ab, einem „-ismus“ zugeordnet zu werden. Zu seinem Schaffen gehören neben Landschaftsbildern auch Porträts und Stillleben.
Eine enge Freundschaft verband ihn mit dem Bildhauer Arthur Lewin-Funcke. Dieser fertigte von Eva Lejeune 1917 eine Bronzebüste an. Bei ihm wirkte er als Lehrer im „Studienatelier für Malerei und Plastik“ (auch „Lewin-Funcke-Schule“ genannt) mit. Von 1944 bis zu seinem Tode 1954 malte er zahlreiche Motive aus Niederlungwitz, Glauchau und Umgebung, dem Thüringer Wald und in den Sommern 1949 bis 1953 auch vom Westensee in Schleswig-Holstein.

## Weitere Werke (Auswahl)
- Waldsee im Frühjahr (Öl; 1940 auf der Großen Deutschen Kunstausstellung)[14]
- Frühling am Waldfenn (Öl; 1941 auf der Großen Deutschen Kunstausstellung)[15]
- Brandjoch bei Innsbruck (Öl; 1942 auf der Großen Deutschen Kunstausstellung)[16]

- Himmel und Erde (1951, Öl auf Leinwand)[17]
- Mühlgraben im Muldetal (1952, Öl auf Leinwand, mit Rahmen 147 × 125 cm)[17]

- Erster Frühling auf der Höhe (Öl, 1952 auf der Mittelsächsischen Kunstausstellung)
- Unser Dorfbach (Öl, 1952 auf der Mittelsächsischen Kunstausstellung)

## Weitere Ausstellungen (unvollständig)
- 1911: Berlin, Große Berliner Kunstausstellung
- 1929: Berlin, Berliner Kunstausstellung
- 1946: Glauchau, Stadt- und Heimatmuseum (Pfingstausstellung mit Herbert Stübner)[18]
- 1947: Glauchau, Stadt- und Heimatmuseum („Kunstausstellung westsächsischer Künstler“)[19]
- 1948 und 1952: Chemnitz, Schlossberg-Museum, und Glauchau, Stadt- und Heimatmuseum Glauchau („Mittelsächsische Kunstausstellung“)[20]

## Galerie

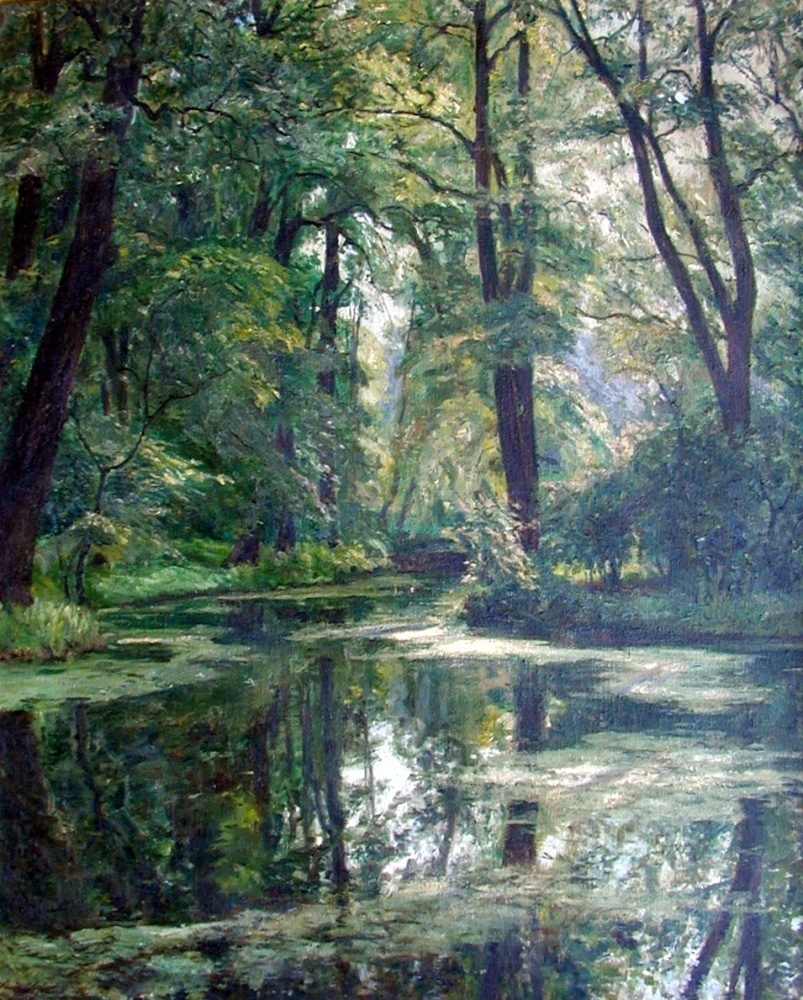
Sonnenglitzern im Tiergarten (um 1930), Öl auf Leinwand, 116×93 cm
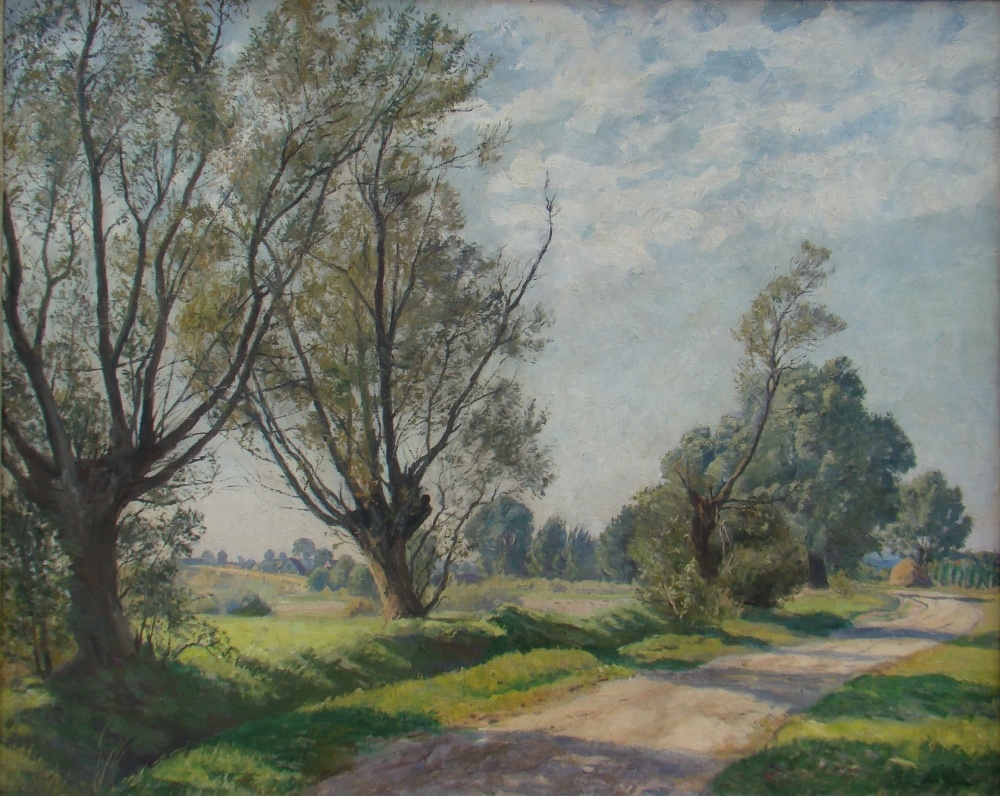
Weidenweg (um 1930), Öl auf Leinwand, 95×120 cm
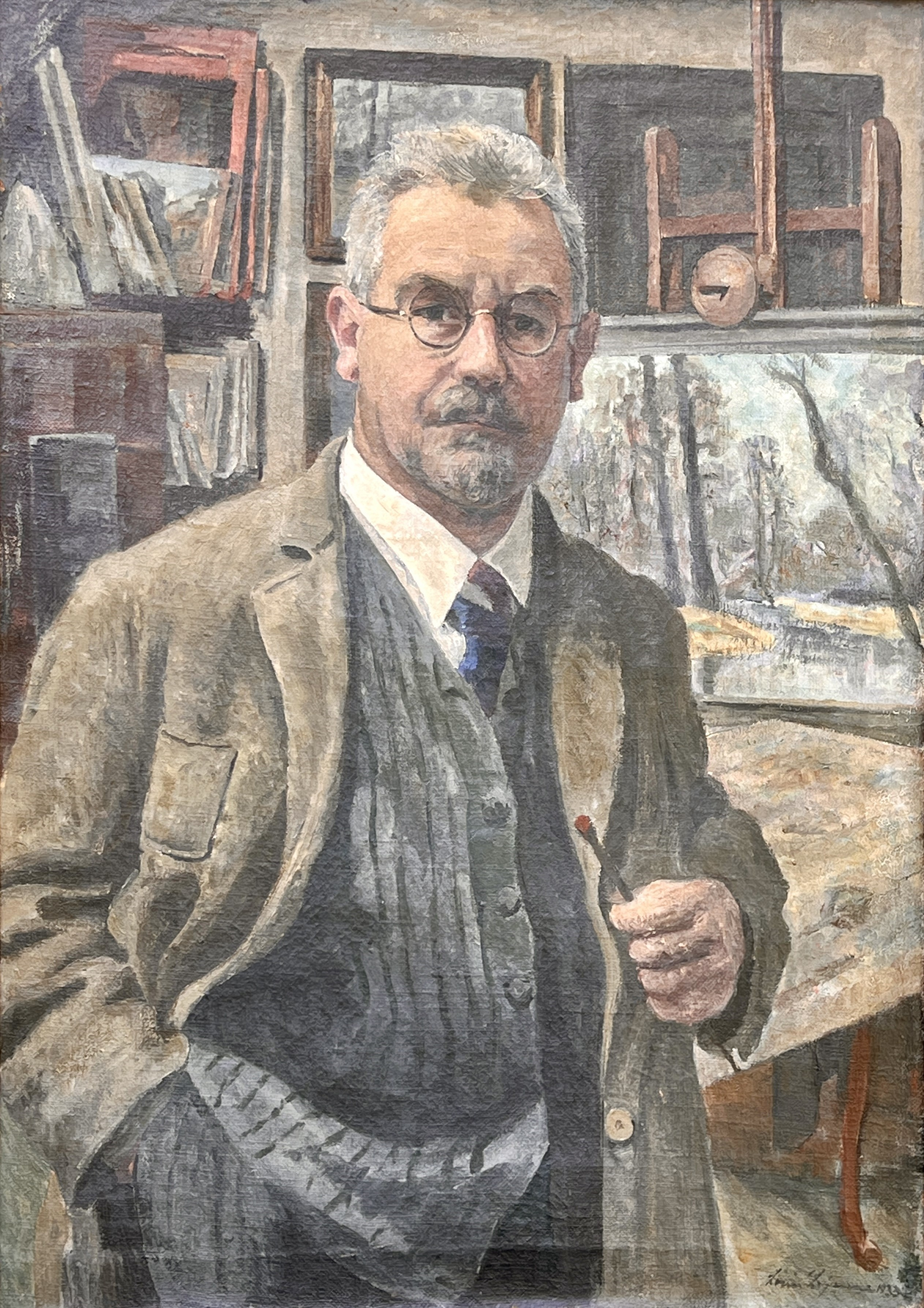
Selbstbildnis (1933), Öl auf Leinwand, 91×65 cm
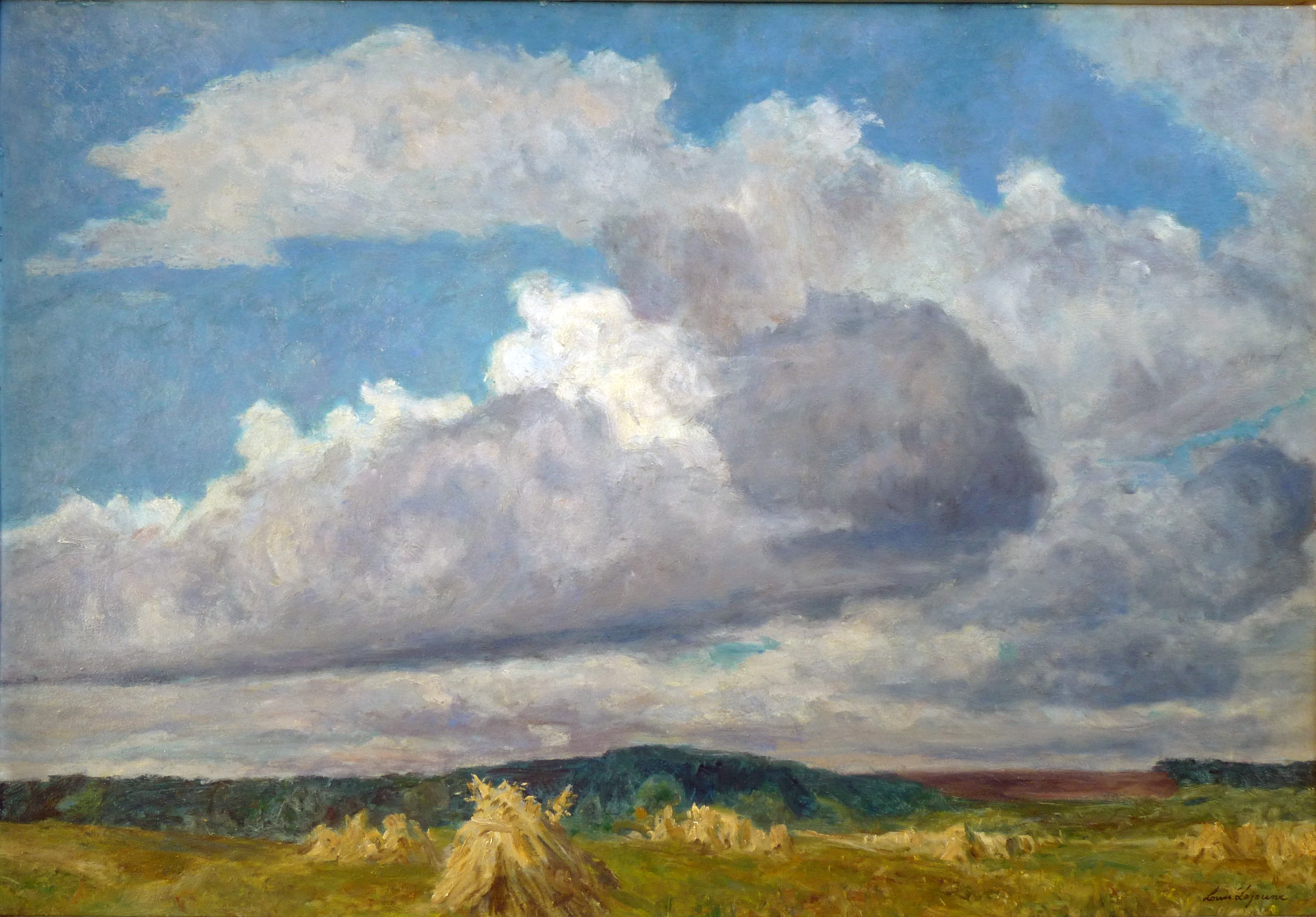
Himmel und Erde (um 1950), Öl auf Holz, 77×111 cm
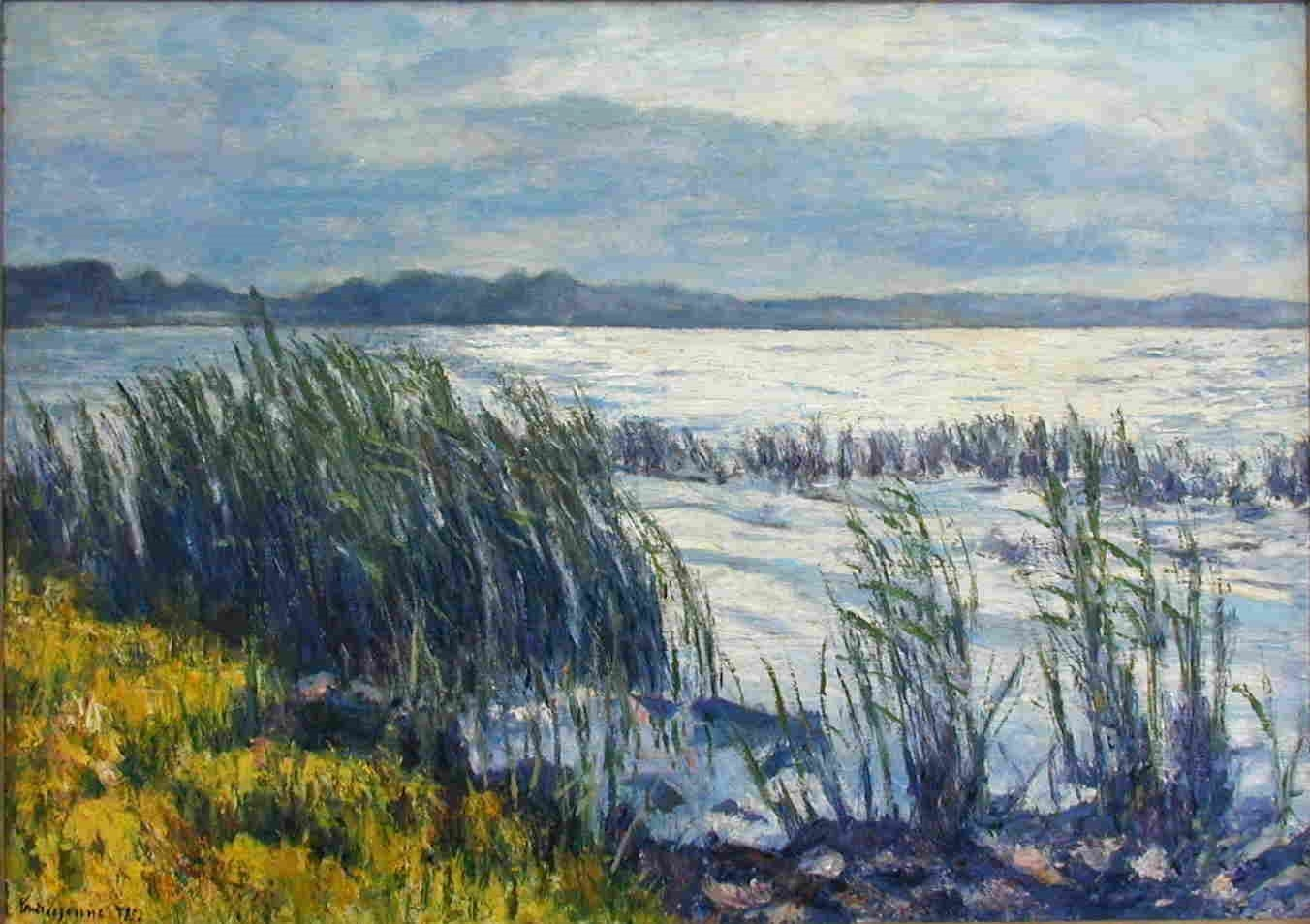
An einem deutschen See (um 1950), Öl auf Leinwand, 70×100 cm